# Чемпіонат України з регбі 2021
Чемпіонат України 2021 року з регбі-15.

## Суперліга
Чемпіонат України 2021 року з регбі-15 серед чоловіків розіграли 7 команд Суперліги, які провели турнір у два кола з 3 квітня до 6 листопада.

### Учасники
Команди: «Олімп» (Харків), «Поділля» (Хмельницький), «Антарес» (Київ), «Сокіл» (Львів), «Політехнік» (Одеса), «Кредо-1963» (Одеса), «Політехнік» (Київ).

### Турнірна таблиця
| Місце | Команда                  | 1           | 2            | 3             | 4            | 5             | 6            | 7             | В  | Н | П  | Р:О     | Б   | Очки |
| ----- | ------------------------ | ----------- | ------------ | ------------- | ------------ | ------------- | ------------ | ------------- | -- | - | -- | ------- | --- | ---- |
| 1     | «Олімп» (Харків)         |             | 23:15 35:14  | 36:3* 42:8*   | 46:5* 66:9*  | 38:0* 85:9*   | 110:3* 40:3* | 92:3* 59:6*   | 12 | 0 | 0  | 672:78  | +10 | 58   |
| 2     | «Кредо-63» (Одеса)       | 15:23 14:35 |              | 33:15* 19:24* | 32:30 37:29  | 39:12* 43:26* | 55:0* 12:9   | 27:14 30:0**  | 9  | 0 | 3  | 356:217 | +6  | 42   |
| 3     | «Політехнік» (Київ)      | 3:36 8:42   | 15:33 24:19  |               | 10:13* 30:28 | 25:16 29:8*   | 26:8* 17:12  | 13:15* 29:19* | 7  | 0 | 5  | 229:249 | +5  | 33   |
| 4     | «Поділля» (Хмельницький) | 5:46 9:66   | 30:32* 29:37 | 13:10 28:30*  |              | 22:19 17:22*  | 22:0* 35:10* | 48:14* 13:22  | 5  | 0 | 7  | 271:308 | +6  | 26   |
| 5     | «Політехнік» (Одеса)     | 0:38 9:85   | 12:39 26:43  | 16:25 8:29    | 19:22* 22:17 |               | 20:17 14:34  | 30:0**        | 4  | 0 | 8  | 206:349 | +3  | 19   |
| 6     | «Сокіл» (Львів)          | 3:110 3:40  | 0:55 9:12*   | 8:26 12:17*   | 0:22 10:35   | 17:20* 34:14  |              | 49:6* 36:18   | 3  | 0 | 9  | 181:375 | +4  | 16   |
| 7     | «Антарес» (Київ)         | 3:92 6:59   | 14:27 0:30** | 15:13 19:29   | 14:48 22:13  | 0:30** 0:30** | 6:49 18:36   |               | 2  | 0 | 10 | 117:456 | -   | 8    |

Турнірні очки нараховуються: за перемогу — 4 очки, за нічию — 2 очки, за поразку — 0 очок.
(*) Команда, яка зробила за гру на 3 спроби більше, ніж суперник, додатково отримує 1 бонусне турнірне очко.
(*) Команда, яка програла з різницею в 7 або менше ігрових очок, додатково отримує 1 бонусне турнірне очко.
(**) Технічні поразки «Антареса» з рахунком 0:30 у зв'язку з припиненням участі у змаганнях через важкий фінансовий стан.

### Підсумки  чемпіонату України 2021 року

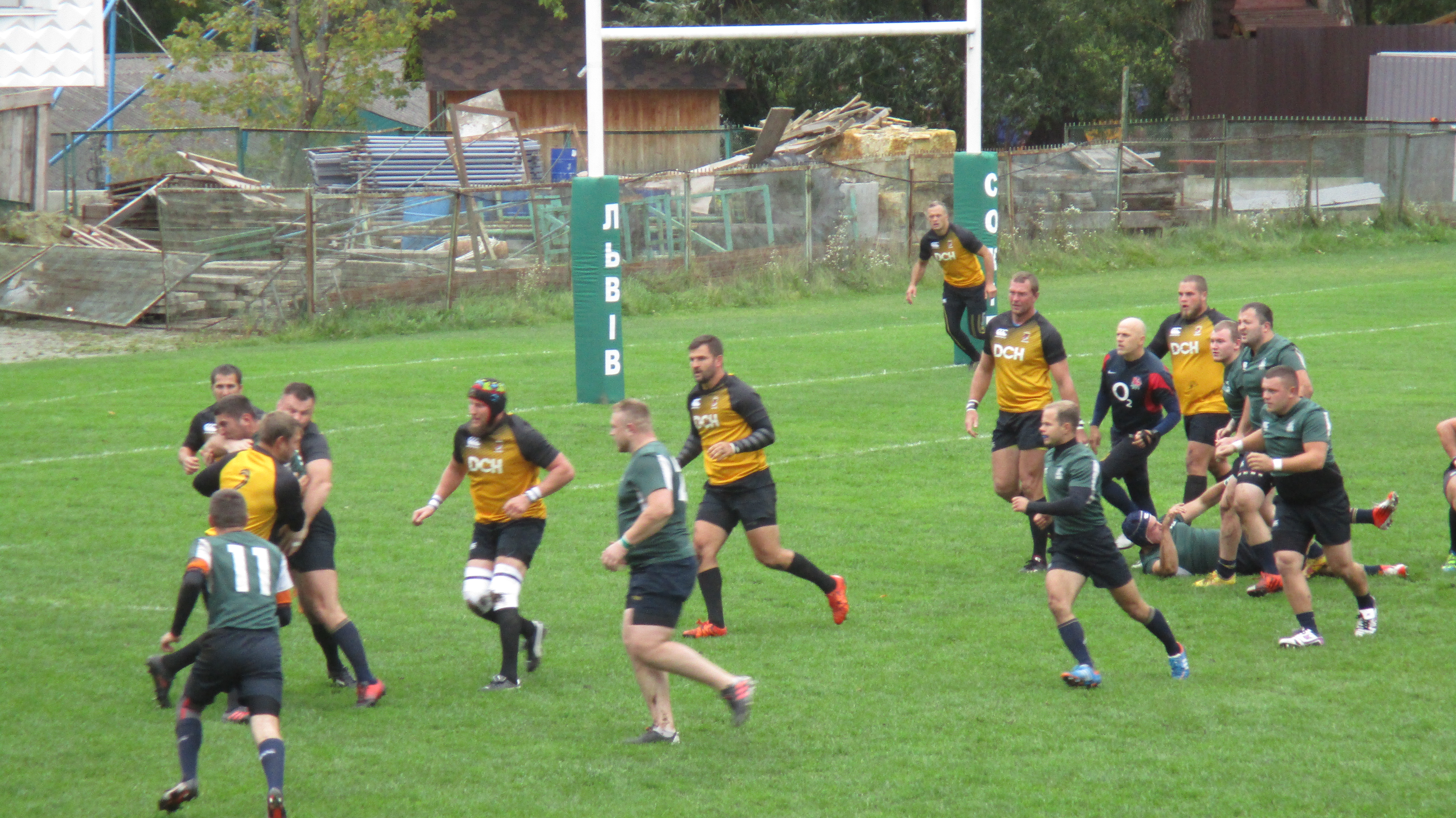
25 вересня 2021 р. «Сокіл» - «Олімп» 3:40

1 місце — РК «Олімп» (Харків)
2 місце — РК «Кредо-1963» (Одеса)
3 місце — РК «Політехнік» (Київ)

## Вища ліга
Чемпіонат України 2021 року з регбі-15 серед чоловічих команд Вищої ліги проводився серед 6-и команд, які провели з 11 квітня до 14 листопада турнір у два кола.
Команди: «Кривий Ріг Регбі» (Кривий Ріг), «ТЕХ-А-С» (Харків), Збірна Одеси (дублери «Кредо-63»), «Ребелс» (Київ), «Дніпро» (Дніпро), «Дарниця» (Київ).
| М | Команда                         | В  | Н | П  | Р:О     | Б  | Очки |
| - | ------------------------------- | -- | - | -- | ------- | -- | ---- |
| 1 | «Кредо-63-Д» (Одеса)            | 10 | 0 | 0  | 425:36  | +7 | 47   |
| 2 | «Ребелс» (Київ)                 | 8  | 0 | 2  | 385:83  | +9 | 41   |
| 3 | «Дніпро» (Дніпро)               | 6  | 0 | 4  | 276:204 | +7 | 31   |
| 4 | «Київ-Дарниця» (Київ)           | 3  | 0 | 7  | 181:305 | +2 | 14   |
| 5 | «Кривий Ріг Регбі» (Кривий Ріг) | 3  | 0 | 7  | 149:421 | -  | 10   |
| 6 | «Тех-А-С» (Харків)              | 0  | 0 | 10 | 15:382  | -  | 0    |

(*) Команда «Тех-А-С» знялася з другого кола і їй зараховані технічні поразки 0:30.
(*) Команді «Кривий Ріг Регбі» зараховані технічні поразки 0:30 в іграх із командами «Ребелс» та «Дніпро».